# Robert Bagger
Robert Christer Bagger, född 3 juni 1988, är en svensk fotbollsspelare som spelar för Herrestads AIF. Han har även spelat för IFK Uddevalla Futsal i Svenska Futsalligan och Sveriges landslag i futsal.

## Karriär
Baggers moderklubb är IFK Lane. Mellan 2010 och 2012 spelade han för IFK Uddevalla. I juli 2012 värvades Bagger av Superettan-klubben Ljungskile SK, där han skrev på ett 1,5-årskontrakt. Bagger debuterade i Superettan den 2 september 2012 i en 2–0-vinst över Landskrona BoIS, där han i halvtid byttes in mot Joakim Runnemo och även gjorde sitt första mål.
I februari 2014 gick Bagger till Varbergs BoIS, där han skrev på ett korttidskontrakt fram till sommaren. I juli 2014 skrev Bagger på ett kontrakt säsongen ut med division 1-klubben IK Oddevold.
I november 2014 värvades Bagger av FC Trollhättan, där han skrev på ett ettårskontrakt. I november 2015 förlängde han sitt kontrakt med ett år.
I december 2016 blev det klart att Bagger återvände till division 2-klubben IFK Uddevalla.
I januari 2018 blev det klart att Bagger återvände till sin moderförening IFK Lane. Han gjorde sju mål på 15 matcher under säsongen 2018. Säsongen 2019 spelade Bagger 11 matcher. Säsongen 2020 spelade Bagger sex matcher och gjorde tre mål för Herrestads AIF i Division 4.